# Rhyacophila similis
Rhyacophila similis är en nattsländeart som beskrevs av Martynov 1935. Rhyacophila similis ingår i släktet Rhyacophila och familjen rovnattsländor. Inga underarter finns listade i Catalogue of Life.